# Харих-Шнайдер, Эта
Эта Харих-Шнайдер (нем. Eta Harich-Schneider, полное имя Маргарета Эльфрида Берта, нем.  Margarethe Elfriede Berta; 16 ноября 1897, Ораниенбург — 10 января 1986, Гархинг) — немецкая клавесинистка. Жена писателя Вальтера Хариха.
Училась в Берлинской Высшей школе музыки как пианистка, затем занималась у Ванды Ландовской. Дебютировала как концертирующий исполнитель в 1924 году с премьерным исполнением фортепианной сюиты Пауля Хиндемита. Преподавала клавесин в Берлинской консерватории вплоть до 1941 года, когда отправилась в концертное турне по Японии. Турне имело большой успех, и Харих был предложен восьмилетний контракт. Она не только выступала с концертами, но и преподавала при японском императорском дворе, в начале 1940-х была дружна с Рихардом Зорге. В послевоенные годы преподавала в американском военном колледже в Токио.
В 1949 году Харих-Шнайдер переехала в Нью-Йорк, изучала японистику в Колумбийском университете и социологию в Новой школе социальных исследований. Во второй половине жизни Харих-Шнайдер была, прежде всего, крупным специалистом по японской музыке, автором монографий «Ритмические модели гагаку и бугаку» (англ. The Rhythmical Patterns in Gagaku and Bugaku; 1954) и «История японской музыки» (англ. A History of Japanese Music; 1973, издательство Оксфордского университета). В 1955—1961 годах преподавала клавесин в Венской музыкальной академии. В 1978 году выпустила автобиографию «Характеры и катастрофы» (нем. Charaktere und Katastrophen).